# Skogstorp, Falkenbergs kommun
Skogstorp är en bebyggelse i Stafsinge distrikt (Stafsinge socken) i Falkenbergs kommun i Hallands län. Orten utgjorde före 2015 en separat tätort och ingår från 2015 i tätorten Falkenberg.
Skogstorp är i det närmaste sammanvuxet med industriområdet Smedjeholm.

## Befolkningsutveckling
| Befolkningsutvecklingen i Skogstorp 1960–2010                                      | Befolkningsutvecklingen i Skogstorp 1960–2010 | Befolkningsutvecklingen i Skogstorp 1960–2010 | Befolkningsutvecklingen i Skogstorp 1960–2010 | Befolkningsutvecklingen i Skogstorp 1960–2010 |
| ---------------------------------------------------------------------------------- | --------------------------------------------- | --------------------------------------------- | --------------------------------------------- | --------------------------------------------- |
|                                                                                    |                                               |                                               |                                               |                                               |
| År                                                                                 |                                               |                                               | Folkmängd                                     | Areal (ha)                                    |
| 1960                                                                               | 1960                                          |                                               | 254                                           |                                               |
| 1965                                                                               | 1965                                          |                                               | 400                                           |                                               |
| 1970                                                                               | 1970                                          |                                               | 709                                           |                                               |
| 1975                                                                               | 1975                                          |                                               | 1 131                                         |                                               |
| 1980                                                                               | 1980                                          |                                               | 1 291                                         |                                               |
| 1990                                                                               | 1990                                          |                                               | 1 944                                         | 130                                           |
| 1995                                                                               | 1995                                          |                                               | 2 203                                         | 138                                           |
| 2000                                                                               | 2000                                          |                                               | 2 111                                         | 139                                           |
| 2005                                                                               | 2005                                          |                                               | 2 180                                         | 139                                           |
| 2010                                                                               | 2010                                          |                                               | 2 124                                         | 139                                           |
| Anm.: Namnändring 1965 från Eneskogstorp till Skogstorp. Uppgick 2015 i Falkenberg |                                               |                                               |                                               |                                               |

## Samhället
Orten präglas av bostäder byggda från 50-talet och framåt, både villor och flerfamiljshus. Pizzeria, närbutik och ett antal småföretag finns också på orten. En av kommunens högstadieskolor, Skogstorpsskolan, ligger i Skogstorp.